# Украинский выбор
Всеукраинское общественное движение «Украинский выбор — право народа» (укр. Всеукраїнський громадський рух «Український вибір — право народу») — всеукраинская общественная организация. Начало общественной деятельности Движения — апрель 2012 года. Инициатор создания и лидер Всеукраинского общественного движения «Украинский выбор» — Виктор Владимирович Медведчук.
15 июня 2016 года «Украинский выбор» провел съезд Общественного движения, на котором было принято решение о переименовании организации во Всеукраинскую общественную организацию «Всеукраинское общественное движение „Украинский выбор — Право народа“», а также о принятии новой редакции устава организации.

## Позиция
«Украинский выбор» осуществляет свою деятельность в соответствии с принятым манифестом общественного движения «Украинский выбор», являющегося проектом программы её дальнейшего развития. Саму программу предлагается выработать в процессе широкой открытой дискуссии во время встреч, круглых столов, конференций, в публикациях на сайте «Украинского выбора» активистов Движения и заинтересованных рядовых граждан.
Согласно манифесту, объединение ставит своей целью установление и реализацию всех форм прямой демократии на Украине, в том числе всеукраинских и местных референдумов, противодействие попыткам препятствования реализации прямой демократии на Украине и содействие реализации 5-й статьи Конституции Украины, провозглашающей то, что носителем суверенитета и единственным источником власти на Украине является народ, который осуществляет власть непосредственно и через органы государственной власти и органы местного самоуправления.
Своей задачей движение провозгласило донесение идей реализации принципа прямой демократии до всех граждан страны и установление «подлинного влияния и общественного контроля над избранной народом властью». Участники движения поднимают вопросы развития гражданского общества, права людей на волеизъявление через референдумы, проблемы образования и культуры, экономической стратегии государства, выступают за присоединение Украины к Таможенному союзу, федеративный принцип устройства государства.
Движением разработаны следующие документы и вынесены на всенародное обсуждение:
- Проект внесения изменений в Конституцию Украины.
- Концепция конституционно-правовых основ и механизма реализации украинским народом права собственности на землю.
- Концепция правовых основ противодействия коррупции на Украине, а также Закон Украины «О борьбе с коррупцией».
- Проект Закона Украины «О всеукраинском и местных референдумах по народной инициативе».
- Концепция изменения действующего законодательства относительно всеукраинского и местного референдума по народной инициативе.

Некоторые специалисты квалифицируют «Украинский выбор» как «партию пророссийского направления». По мнению экс-президента Украины Леонида Кравчука, «„Украинский выбор“ — это не украинский выбор, это выбор России на Украине». В украинских СМИ появлялись и сообщения о прямом финансировании «Украинского выбора» из России, и сведения о том, что «Украинский выбор» летом-осенью 2013 года рассматривался в Москве как политическая сила, через которую Россия могла бы осуществлять давление на украинскую политику и перехват инициативы в случае отказа Виктора Януковича от пересмотра европейской стратегии; сам Виктор Медведчук отрицал причастность «Украинского выбора» к планам влияния на Украину извне, настаивая на том, что деятельность объединения носит совершенно прозрачный характер.

## Деятельность
В июле 2013 года «Украинский выбор» провёл в Киеве конференцию «Православно-славянские ценности — основа цивилизационного выбора Украины», на которой выступил с речью президент России Владимир Путин.
29 сентября 2013 года представители движения провели собрание в Киеве, на котором одобрили и подписали обращение к президенту Украины Виктору Януковичу с требованием провести всеукраинский референдум, за проведение которого в 2006 году было собрано более 4 млн подписей граждан Украины с вопросами:
1. Согласны ли Вы с тем, чтобы Украина стала членом Организации Североатлантического договора (НАТО)?
2. Поддерживаете ли Вы участие Украины в Едином экономическом пространстве (ЕЭП) совместно с Российской Федерацией, Республикой Казахстан и Республикой Беларусь, в соответствии с Соглашением о формировании Единого экономического пространства, подписанного 19 сентября 2003 года?

«Украинский выбор» выступал против ассоциации Украины с Европейским союзом и за вступление страны в Таможенный союз ЕврАзЭС. В серии плакатов, размещённых на улицах украинских городов, «Украинский выбор» агитировал граждан страны против Евросоюза, утверждая, что сближение с ним приведёт к росту цен и разрешению однополых браков, а после того, как правительство Виктора Януковича приостановило процесс интеграции с Евросоюзом, новые плакаты «Украинского выбора» намекали на то, что в этом повороте событий есть заслуга движения.
В конце 2013 года (за месяц до начала Евромайдана) в Киеве завершился концертный тур, посвященный освобождению Украины от фашистов «Мы едины!». Тур был инициирован организацией «Украинский выбор». На концерте развевались флаги Белоруссии, России и Украины, а участники говорили о «триедином народе».
Во всех областях Украины движение инициирует создание общественных гуманитарных групп. Они доносят до власти требования о мирном урегулировании конфликта в Донбассе, в частности принятие законов о выборах, особом статусе, амнистии, изменениях в Конституцию Украины.
Движение выпускает газету «Український вибір. Країною керуєш ти» , специализированную электронную газету «Образование страны» .

## Общественный резонанс
«Украинский выбор» обвиняли в антисемитизме: в декабре 2013 года протест общественности и прессы вызвала размещённая на официальном сайте «Украинского выбора» статья «Евреи, евреи, кругом одни евреи», утверждавшая, что все оппозиционные Виктору Януковичу силы возглавляются лицами еврейской национальности. Этот скандал не получил развития, так как статья была размещена не одним из участников Движения, а сайт «Украинского выбора» позволяет свободную постановку материала любым пользователем.
26 февраля 2014 года областной совет Закарпатской области принял решение о полном запрете деятельности «Украинского выбора» на территории области и обратился к депутатам других областных советов с призывом последовать этому примеру.
3 марта 2014 года Луцкий городской совет постановил снять все рекламные билборды «Украинского выбора», постановив, что они носят «открыто антиукраинский характер». В «Украинском выборе» расценили это решение как месть и отказ от правовых механизмов.
Против Общественного движения «Украинский выбор — право народа» представителями радикальных сил регулярно осуществляются провокации, срываются круглые столы и научно-практические конференции , выдвигаются необоснованные обвинения. Движение отклоняет эти обвинения, в том числе и через суд, разъясняет свою позицию на официальном сайте и в средствах массовой информации.
21 ноября 2016 года, в третью годовщину евромайдана, было совершено нападение вооруженных радикалов на офис Движения «Украинский выбор ― Право народа»